# Mirko Bernardi
Mirko Bernardi (Torrile, 16 luglio 1953) è un ex ciclista su strada italiano, medaglia d'argento nella cronometro a squadre ai campionati del mondo 1977.

## Carriera
Buon passista e cronoman, gareggiò unicamente come dilettante. Fu medaglia d'argento nella 100 km a cronometro a squadre ai Mondiali del 1977 a San Cristóbal in quartetto con Vito Da Ros, Mauro De Pellegrin e Dino Porrini. Vinse, in carriera, oltre cinquanta gare; nel suo curriculum annovera vittorie al Grand Prix de l'Avenir, al Giro della Valle d'Aosta e in diverse corse in linea italiane, dove riuscì a battere ciclisti come Dietrich Thurau, Claude Criquielion, Johan van der Velde, Gianbattista Baronchelli e Giovanni Battaglin.

## Palmarès
- 1972 (Dilettanti)

Trofeo Maurizio e Bruno Stagni
1ª tappa Giro della Valle d'Aosta (Aosta > Aosta)
Modena-Tignale
Modena-Sestola
Trofeo Ugo Baldi
Trofeo Mauro Pizzoli
- 1973 (Dilettanti)

Gran Premio di Monsummano Terme
- 1974 (Dilettanti)

Trofeo Maguolo
- 1977 (Dilettanti)

10ª tappa Grand Prix de l'Avenir (Thann > Kingersheim)
- 1978 (Dilettanti)

Gran Premio Sportivi Renazzesi

## Piazzamenti

### Competizioni mondiali
- Campionati del mondo

San Cristóbal 1977 - Cronosquadre: 2º